# Amastra reticulata
Amastra reticulata fue una especie de molusco gasterópodo de la familia Amastridae en el orden de los Stylommatophora.

## Distribución geográfica
Fue  endémica de los Estados Unidos.